# Жонас Мендіш
Жонас Мендіш (порт. Jonas Mendes, нар. 20 листопада 1989, Бісау) — футболіст Гвінеї-Бісау, воротар клубу «Салгейруш».
Виступав, зокрема, за клуби «Амора», «Бейра-Мар» та «В'яненсе», а також національну збірну Гвінеї-Бісау.

## Клубна кар'єра
У дорослому футболі дебютував 2008 року виступами за команду португальського клубу «Амора», в якій провів три сезони, взявши участь у 16 матчах чемпіонату. 
Своєю грою за цю команду привернув увагу представників тренерського штабу клубу «Бейра-Мар», до складу якого приєднався 2011 року. Відіграв за клуб Авейру наступні два сезони своєї ігрової кар'єри. Проте, як виявилося, в цьому клубі на нього особливо не розраховували. За два роки, проведені в клубі, Жонас зіграв усього в трьох матчах чемпіонату.
Протягом 2013—2014 років захищав кольори команди клубу «Атлетіку» (Лісабон).
2014 року уклав контракт з клубом «Віаненсе», у складі якого провів наступний рік своєї кар'єри гравця.  Більшість часу, проведеного у складі цього нижчолігового португальського клубу, був основним голкіпером команди.
Протягом 2015 року захищав кольори команди клубу «Візела».
До складу клубу «Салгейруш» приєднався 2015 року. Відтоді встиг відіграти за клуб з Порту 10 матчів в національному чемпіонаті Португалії.

## Виступи за збірну
2010 року дебютував в офіційних матчах у складі національної збірної Гвінеї-Бісау. Був основним воротарем збірної Гвінеї-Бісау в матчах відбору до Кубку африканських націй 2017 року, на який його збірна потрапила після того як посіла перше місце в відбірній групі разом з Конго та Замбії, при цьому збірна набрала 10 очок. Наразі провів у формі головної команди країни 22 матчі.
У складі збірної був учасником Кубка африканських націй 2017 року у Габоні.